# 19P/بوريلي
مذنب بوريلي (رسمياً: 19P/Borrelly) وهو مذنب دوري من مذنبات النظام الشمسي أُرسلت مركبة (ديب سبيس 1) لدراسته عام 2001، آخر مرور لهذا المذنب في نقطة حضيضه (أقرب نقطة للشمس من مداره) كانت يوم 28 مايو 2015، وسيعود مرة أخرى في 1 فبراير 2022، نواة هذا المذنب تبدو مثل أخشاب لعبة البولينج كما أظهرتها الصور.

## الاكتشاف
تم اكتشاف هذا المذنب من قبل ألفونسي بوريلي [الإنجليزية] خلال بحث روتيني عن المذنبات في مدينة مارسيليا في فرنسا يوم 28 ديسمبر 1904.

## التحليق بجانبه

صورة متحركة تبين مسار مركبة (ديب سبيس 1)، ومذنب بوريلي من تاريخ 24 أكتوبر 1998، وحتى تاريخ 31 ديسمبر 2003.
ديب سبيس 1
9969 برايلي
الأرض
19P/بوريلي

يوم 21 سبتمبر 2001، مركبة (ديب سبيس 1) والتي أطلقت لاختبار تقنيات جديدة في الفضاء، تم توجيهها نحو المذنب بعدما تم تمديد مهمتها وبالرغم من فشل نظام المساعدة على تحديد الإتجاه إلا أن (ديب سبيس 1) أعطت العلماء هدية كبيرة غير متوقعة فقد تمكنت من إرسال أفضل الصور والبيانات للمذنب إلى الأرض.

## روابط خارجية
- بيانات المذنب على موقع MPC
- صفحة المذنب على موقع cometography